# Salix vulpina
Espèce
Classification APG III (2009)
Salix vulpina, le saule des renards, est une espèce de plantes à fleurs de la famille des Salicaceae. C'est un buisson à feuilles caduques atteignant une hauteur de deux mètres. C'est un saules originaire du Japon et du sud des îles Kouriles (Russie),
.

## Variétés
Des sous-espèces et variétés sont dénombrées :
- S. v. alopochroa ;
- S. v. vulpina.
- Salix vulpina Anders. var. coriacea Koidz.
- Salix vulpina Anders. var. daiseniensis Koidz.
- Salix vulpina Anders. var. discolor Koidz.
- Salix vulpina Anders. var. Matsumuraei Koidz.
- Salix vulpina Anders. var. nikkoensis Koidz.
- Salix vulpina Anders. var. pubescens Koidz.
- Salix vulpina Anders. var. subalpina Koidz.
- Salix vulpina Anders. var. tenuifolia Koidz.